# Oligodendrozyt
Oligodendrozyten (von griech. oligos ‚wenig‘, dendron ‚Baum‘ und zytos ‚Zelle‘) zählen zu den Gliazellen und kommen nur im Zentralnervensystem (ZNS) vor. Sie umwickeln die Axone von Nervenzellen und bilden eine elektrisch isolierende Myelinscheide. Im Gegensatz zu den peripher vorkommenden Schwann-Zellen können in der weißen Substanz des ZNS Abschnitte mehrerer Axone von einem einzelnen Oligodendrozyten isoliert werden. Darüber hinaus tragen Oligodendrozyten auch zur Energieversorgung der Axone bei.

## Herkunft
Oligodendrozyten stammen von Oligodendrozyten-Vorläuferzellen ab. Diese kommen sowohl in der weißen als auch grauen Substanz des Zentralnervensystems (ZNS) vor. Oligodendrozyten-Vorläuferzellen machen etwa 6–8 % der Gesamtzellen des ZNS aus. Die Differenzierung zu Oligodendrozyten ist während des gesamten Lebens möglich.

## Morphologie
Der Zellkörper von Oligodendrozyten ist etwa 6–8 µm groß. Oligodendrozyten besitzen kleine, runde Zellkerne mit einem hohen Anteil an Heterochromatin. Sie besitzen wenige, gering verzweigte zelluläre Fortsätze, welche Markscheiden aus Myelin bilden, die die Zellfortsätze (Axone) der Nervenzellen umhüllen und so elektrisch isolieren.
Im Vergleich mit anderen Gliazellen wie Astrozyten lassen sich Oligodendrozyten durch ein elektronendichtes Cytoplasma von diesen unterscheiden. Es sind neben typischen Organellen wie Ribosomen, raues endoplasmatisches Retikulum oder Golgi-Apparat vor allem zahlreiche Mikrotubuli-Filamente als Bestandteile des Zytoplasmazytoskeletts exprimiert. Diese verlaufen in den Zellfortsätzen gebündelt, im Zellkörper ohne übergeordnete Raumstruktur.
Die Plasmamembran kultivierter Oligodendrozyten enthält nachweislich Neurotransmitterrezeptoren, über die Depolarisation der Gliazellen ausgelöst werden kann. Beispiel hierfür sind ionotrope Glutamatrezeptoren. Oligodendrozyten weisen dabei ähnliche Sensibilität gegenüber dem exzitatorischen Neurotransmitter Glutamat auf wie Neuronen, bei denen geringe Konzentrationserhöhungen bereits den rezeptorvermittelten Zelltod hervorrufen. Auffällig sind membranständige Wachstumsinhibitoren wie das Myelin-assoziierte Glykoprotein (MAG) und das Proteoglykan Versican-2. Zusammen mit den von Astrozyten gebildeten Glianarben stellen sie somit entscheidende Inhibitoren der Neuronregeneration dar.

## Oligodendrozytenspezifische Antigene
Oligodendrozytenspezifische Antigene sind Galactocerebrosid, Basisches Myelinprotein (MBP), Proteolipid-Protein (PLP), Myelin-Oligodendrozyten-Glykoprotein (MAG), das Oligodendrozytenspezifische Protein (OSP, neue Bezeichnung Claudin-11) und die cyclische Nukleotid-Phosphodiesterase (CNP).

## Zellkontakte
Interzellularkontakte sind entscheidend für die Funktion der Oligodendrozyten. Die Kontaktfläche des Myelins mit dem Axon wird untergliedert in Internodium, Paranodium und Juxtaparanodium, die jeweils besonders molekular spezialisiert sind. An der internodalen Kontaktfläche sind das Myelin-assoziierte Glykoprotein (MAG) und Nectin-ähnliche (NECL) Proteine angereichert. An den Paranodien, die die Ranvier-Schnürringe begrenzen, sind spiralig Bindungsproteine (Contactin, Contactin-associated protein) angeordnet, an denen sich die Enden der Myelinschicht anheften. Im Bereich des Juxtaparanodiums sind zahlreiche Kaliumkanäle ausgebildet, die zur Repolarisierung dienen und damit das Ruhemembranpotential aufrechterhalten.

## Klinische Bedeutung
Es gibt zahlreiche Krankheiten die mit einer Demyelinisation im Zentralnervensystem einhergehen, wie die Multiple Sklerose (MS), Leukodystrophien und die Infantile Zerebralparese. Bei diesen Krankheitsbildern könnte die gezielte Förderung der Bildung von Oligodendrozyten auch neue therapeutische Möglichkeiten eröffnen.